# Microvoluta superstes
Microvoluta superstes là một loài ốc biển, là động vật thân mềm chân bụng sống ở biển trong họ Volutomitridae.